# Reduce
「reduce」（リデュース）は、1994年8月24日に、Epic/SonyRecordsから発売された久宝留理子12枚目のシングル。規格品番はESDB-3514。

## 概要
- 1994年3枚目。自身3番目に売上が高い。
- カシオ計算機「KT80」CMソング。

## 収録曲
作詞：久宝留理子
1. reduce (4:51)
  - 作曲：佐々木真理　編曲：松本晃彦
2. Travellin' Life(4:34)
  - 作曲:SORA　編曲:今泉洋
3. reduce（オリジナル・カラオケ）(4:48)